# Emil Lobonțiu
Emil Lobonțiu (n. 20 februarie 1893, Boianu Mare, Bihor, România – d. 1975, Șimleu Silvaniei, Sălaj, România) a fost un geolog, arheolog, profesor, jurnalist și om politic. Emil Lobonțiu a fost deputat de Sălaj, președinte al organizației județene a Partidului Național Liberal, prefect și vicepreședinte la Camera Deputaților. 

## Familia
S-a născut într-o famile de greco-catolici la 20 februarie 1893 în Boianul Mare, atunci in plasa Tășnad, fiind unul din cei zece copii ai preotului Emil Lobonțiu, fiul preotului Ioan Lobonțiu, cel care a inceput la 1848 revolutia în Giurtelecu Șimleului. "Pe mine m-a crescut fratele meu, Emil, el fiind cel mai mare, dintre cei sase frati ramasi in viata", spunea Valeria Lobonțiu (casatorita Căpâlnășiu) din Șimleu Silvaniei. Emil Lobonțiu a urmat studiile liceale la Carei si Beiuș, iar cele universitare la Gherla și Budapesta. S-a casatorit cu Eugenia Basti, n. Vicas, din Măeriște, care avea din prima casatorie trei copii. Impreuna cu Eugenia a avut o fiica, numita Stella si inca o fiica adoptata Irina-Gratiela. 

## Viața și activitatea
Pe 6-7 martie 1922 Emil Lobonțiu a fost ales deputat liberal în circumscriptia Tășnad cu majoritate de 650 voturi față de Coriolan Steer, candidat al Partidului Național. A fost director-girant al publicatiei liberalilor Plugarul, care apare pe data de 3 mai 1923, la Șimleu Silvaniei. Era un sãptãmânal în 4 pagini; ziarul era tipãrit la tipografia „Victoria” din Șimleu. 
Dupa ce face o serie de săpături arheologice la locul numit "Via lui Damian", arată originea străveche a obiectelor descoperite aici. Ca profesor la Șimleu Silvaniei, face o larga propaganda in "Anuarul liceului Simion Bărnuțiu", cu două studii : Privire generala asupra morjologiei Sălajului, si al doilea, intitulat: Măgura Șimleului. Ulterior, devine sef de catedra la Institutul Politehnic din Timișoara, la catedra de zacaminte minerale si geologie economica. Inca in vremea cind se afla la București, fiind colaborator de seama la Institutul geologic al României, prevede ca la Suplacul de Barcau exista surse de petrol. 
A dovedit, după Victor Russu, că Măgura Șimleului face parte din "catenele dacice". In 1927 1-a vizitat, la Șimleu, fostul presedinte al Academiei Române, Ion Simionescu, stind trei zile la Simleu. In publicatia "Plugarul", al carei director era dr. Emil Lobontiu a publicat studiile sale despre inceputurile vietii umane pe aceste locuri, facind constatari directe la Giurtelecu Șimleului, descoperind frinturi de obiecte din cele mai indepartate timpuri. În scurtă vreme, Șimleul a intrat in atentia zilei, a cercetarilor de pretutindeni, interesate de istoria noastra veche. În Șimleu, a fost poreclit "Dacul", deoarece dovedise ca Magura fusese locuita de stramosii daci, avind aici o viata organizata, inainte de cucerirea romana. 
Lui Emil Lobonțiu ii apartine si ideea de a se publica cele mai vechi marturii orale despre sate. In publicatia de mai sus, apar, aproape numar de numar, pagini monografice despre satul Zalnoc, scrise de pr. Ioan Buteanu-Bereanul. Academia Română s-a interesat de aceste pagini monografice pentru a le publica intr-o lucrare. In anul 1924, Emil Lobontiu publica studiul "Un stravechi leagan al culturei", dedicat Sălajului. 
La alegerile din 1933 a fost ales deputat liberal de Sălaj. Pe 9 septembrie 1934 a participat la sfințirea Bisericii Adormirea Maicii Domnului din Zalău, iar pe 8 septembrie 1937 la sfințirea Bisericii greco-catolice din Bocșa, amândouă slujbele fiind oficiate de episcopul Valeriu Traian Frențiu.
În 1938 Emil Lobonțiu era la București, chemat de Comitetul geologic, dupa ce intemeiaza si conduce citeva publicatii la Șimleu Silvaniei. 
După cel de al doilea razboi mondial, prin 1949, lucreaza in domeniul explorarii miniere, in județul Suceava, primind, pentru meritele sale, medalia "A XX aniversare a Eliberarii Patriei". Când s-a pus problema reinfiintarii judetelor, a intervenit cu un Memoriu in favoarea Sălajului, ca unul din cei mai buni cunoscători ai zonei. 
Dr. Emil Lobontiu a murit la Șimleu Silvaniei in 1975.